# Fiamme alla frontiera (film 1934)
Fiamme alla frontiera (Grenzfeuer) è un film del 1934 diretto da Hanns Beck-Gaden. Il film - girato in Baviera a Berchtesgadener - prodotto e distribuito da Arnold & Richter (ARRI), uscì nelle sale il 27 maggio a Monaco di Baviera e il 19 agosto 1934 a Berlino.